# Mohamed Buaichaui
Mohamed Buaichaui –en árabe, محمد بوعيشاوي– (nacido el 15 de enero de 1979) es un deportista argelino que compitió en judo. Ganó tres medallas en los Juegos Panafricanos en los años 1999 y 2007, y ocho medallas en el Campeonato Africano de Judo entre los años 1998 y 2011.

## Palmarés internacional
| Juegos Panafricanos | Juegos Panafricanos          | Juegos Panafricanos | Juegos Panafricanos |
| Año                 | Lugar                        | Medalla             | Categoría           |
| ------------------- | ---------------------------- | ------------------- | ------------------- |
| 1999                | Johannesburgo (Sudáfrica)    | Medalla de oro      | +100 kg             |
| 2007                | Argel (Argelia)              | Medalla de oro      | Abierta             |
| 2007                | Argel (Argelia)              | Medalla de plata    | +100 kg             |
| Campeonato Africano |                              |                     |                     |
| Año                 | Lugar                        | Medalla             | Categoría           |
| 1998                | Dakar (Senegal)              | Medalla de bronce   | +100 kg             |
| 2000                | Argel (Argelia)              | Medalla de oro      | +100 kg             |
| 2001                | Trípoli (Libia)              | Medalla de oro      | +100 kg             |
| 2002                | El Cairo (Egipto)            | Medalla de bronce   | +100 kg             |
| 2004                | Túnez (Túnez)                | Medalla de oro      | +100 kg             |
| 2005                | Puerto Elizabeth (Sudáfrica) | Medalla de oro      | Abierta             |
| 2005                | Puerto Elizabeth (Sudáfrica) | Medalla de bronce   | +100 kg             |
| 2011                | Dakar (Senegal)              | Medalla de bronce   | +100 kg             |